# Danielle Brisebois
Danielle Anne Brisebois (New York, 28 juni 1969) is een Amerikaanse actrice en zangeres, die onder andere bekend werd door haar rol als Stephanie Mills in All in the Family en Archie Bunker's Place.
Ze stopte met acteren om zangeres en songwriter te worden. Ze was, naast oprichter Gregg Alexander, de enige andere constante factor in de band New Radicals. Ook deed ze achtergrondzang voor albums van onder andere Kelly Clarkson en Ronan Keating.

## Filmografie
- Club La Bomba televisieserie - Correspondente (2000-2001)
- As Good as It Gets (1997) - Zangeres
- Kill Crazy (Video, 1990) - Libby
- Days of Our Lives televisieserie - Sasha Roberts #2 (Afl. onbekend, 1987)
- Tales from the Darkside televisieserie - Amanda (Afl., The Yattering and Jack, 1987)
- Big Bad Mama II (1987) - Billy Jean McClatchie
- Murder, She Wrote televisieserie - Kim Bechet (Afl., A Fashionable Way to Die, 1987)
- Mr. Belvedere televisieserie - Kerry (Afl., The Crush, 1987)
- Hotel televisieserie - Darcy (Afl., Reflections, 1984)
- Knots Landing televisieserie - Mary-Frances Sumner #1 (Afl. onbekend, 1983-1984)
- Archie Bunker's Place televisieserie - Stephanie Mills (61 afl., 1979-1983)
- Mom, the Wolfman and Me (televisiefilm, 1980) - Jenny Bergman
- All in the Family televisieserie - Stephanie Mills (1978-1979)
- King of the Gypsies (1978) - Jonge Tita
- Slow Dancing in the Big City (1978) - Ribi Ciano
- If Ever I See You Again (1978) - Morrison Child
- The Stableboy's Christmas (televisiefilm, 1978) - Tammy
- Kojak televisieserie - Jamie Magrid (Afl., Kojak's Day: Part 2, 1977)
- The Premonition (1976) - Janie Bennett

- Bibsys: 10044855
- Biblioteca Nacional de España: XX1585783
- Bibliothèque nationale de France: cb14159189z (data)
- Gemeinsame Normdatei: 134909607
- International Standard Name Identifier: 0000 0001 1436 3548
- Library of Congress Control Number: nr98004134
- MusicBrainz: d9714061-0e25-4610-9fe5-5d8512582ecb
- Nationale Bibliotheek van Israël: 987007327239505171
- Virtual International Authority File: 6145970121332251126